# 矮脚犀屬
矮腳犀屬為已滅絕的犀牛，生存於中新世時期的歐亞大陸與非洲。最早被確認屬於矮腳犀屬的化石為其上乳磨牙，於19世紀時於新喀里多尼亞掏金時發現，但在當時被誤認為是屬於有袋類的大面頰獸。然而，新喀里多尼亞並未存有任何原生的犀牛，這顆臼齒化石可能來自於當時被驅逐出境的法國受刑人身上的珠寶裝飾。
矮腳犀屬下目前有許多種被發表，但其中有不少已經被重新分類至其他屬，例如B. aurelianense就被重新分類至對鼻角犀屬。矮腳犀屬於中新世早期至中期時廣泛分布於各地，但在這之後數量逐漸減少。中新世晚期開始後，矮腳犀屬從歐亞大陸上消失。最後的矮腳犀屬物種B. lewisi於中新世結束後於非洲滅絕。